# Rod Taylor
Rodney Sturt Taylor, ismert nevén Rod Taylor (Sydney, Új-Dél-Wales; Ausztrália, 1930. január 11. – Los Angeles, Kalifornia, 2015. január 7.) ausztráliai születésű amerikai színész. Röviddel honi pályakezdése után az Egyesült Államokba ment, igazi karrierje Hollywoodban zajlott. Legismertebb filmszerepeit az 1960-as években játszotta, főszereplője volt többek között az 1960-as Időgép c. fantasztikus filmnek és Alfred Hitchcock 1963-as Madarak című horrorfilmjének. Kalandfilmekben, western-sorozatokban játszott sármos, de kemény öklű fickókat, cowboyokat, katonákat, rendőrtiszteket. Utoljára Quentin Tarantino Becstelen brigantyk c. háborús horrorfantáziájában jelent meg, egy cameoszerepben Winston Churchillt alakította.

## Élete

### Származása
1930-ban született az ausztráliai Sydney város Lidcombe nevű nyugati elővárosában, szüleinek egyetlen gyermekeként. Apja William Sturt Taylor építési vállalkozó volt. Anyja, született Mona Thompson, gyermekkönyveket és meséket írt. Apa és fia is a második keresztnevét egy távoli rokonuk, Charles Sturt (1795–1869), a brit hadsereg századosa tiszteletére viselték, aki a 19. században több expedíciót vezetett Ausztrália belső területeinek, az outbacknek feltérképezésére.
Rod Taylor szülővárosában, Lidcombe-ban nőtt fel, a parramattai középiskolában, majd az East Sydney Technical and Fine Arts College főiskolán tanult. Laurence Olivier egyik Shakespeare-alakítását látva döntötte el, hogy színész lesz.

### Színészi pályája
Egy évet tanult a sydney-i Independent Theatre School színiiskolában, majd több éven át Ausztrália különféle színházaiban és rádióstúdióiban vállalt szerepeket. Első filmszerepét 1951-ben, az Inland with Sturt című ausztrál rövidfilmben játszotta. 1954-ben Israel Hands kalóz-alvezért játszotta a John Silver című amerikai kalandfilmben, A kincses sziget adaptációjában, melyet Ausztráliában forgattak. Nagy érdeklődést kiváltó szerepet vitt Lee Robinson rendező King of the Coral Sea című kalandfilmjében, az 1950-es évek egyik legnagyobb ausztrál filmsikerében. Még ebben az évben Hollywoodba utazott, nagyobb karrier-lehetőségeket keresve. 
Több éven át mellékszereplőként foglalkoztatták. Több nagyszabású, világsikerű filmben feltűnt, így George Stevens rendező 1956-os Óriás című heroikus texasi eposzában, ahol Elizabeth Taylorral, James Deannel, Rock Hudsonnel és Dennis Hopperrel együtt szerepelt, az amerikai karakterek között egy finom angol úriembert alakított. Charles Walters 1959-es Kérd bármelyik lányt (Ask Any Girl) című vígjátékában már a főszereplők közé lépett, Shirley MacLaine és David Niven társaságában. Az 1950-es évek sok népszerű televíziós sorozatában vendégszerepelt.

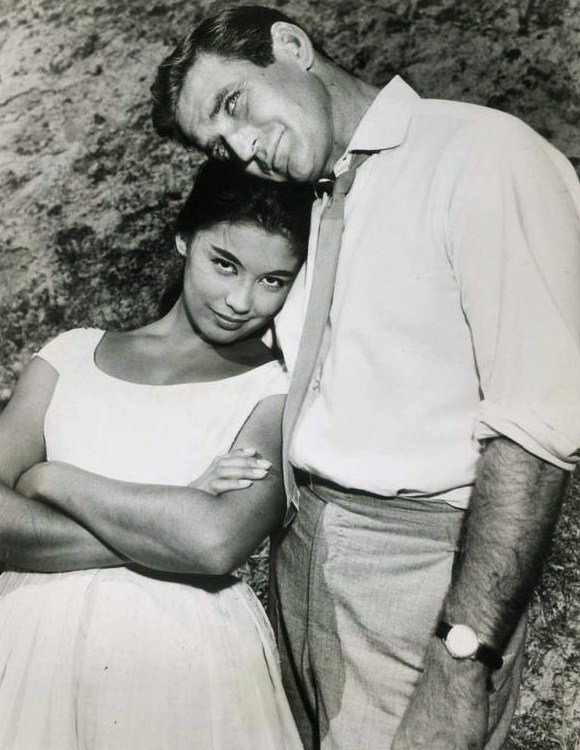
Taylor és France Nuyen a Hong Kong c. sorozatban (1960)

A nagy áttörést az 1960-as Az időgép című sci-fi kalandfilm hozta meg számára, amely H.G. Wells azonos című novellájából készült, itt George Pal rendező Taylorra bízta a főszerepet, a jövőbe utazó kalandor-feltalálót. 
Az Időgép sikere után 1960-ban Taylor megkapta a Hong Kong c. tévésorozat főszerepét, Glenn Evans oknyomozó újságírót, aki Campbell rendőrfelügyelővel (Lloyd Bochner) együtt ered nemzetközi bűnügyek nyomába. A sorozat azonban csak egy évig, 1961-ig futott. 1961-ben a Walt Diseny által készített 101 kiskutya animációs film eredeti, angol nyelvű változatában Taylor adta Pongó kutya hangját.
1963-ben Hitchcock klasszikussá lett Madarak c. horrofilmjében alakította a férfi főszereplőt, Brenner ügyvédet, aki viszontagságok közepette beleszerelmesedik a női főszereplőbe, Tippi Hedren milliomoslányba. Ugyanebben az évben, Peter Tewksbury romantikus vígjátékában, a Vasárnap New Yorkban-ban amerikai pilótaként Jan Fondát szédítette. 1965-ben Az üveg fenekű hajó c. kémfilm-vígjátékban Doris Day-jel romantikázott. 1967-ben a Chuka c. indiánfilmben színészként és producerként is dolgozott.

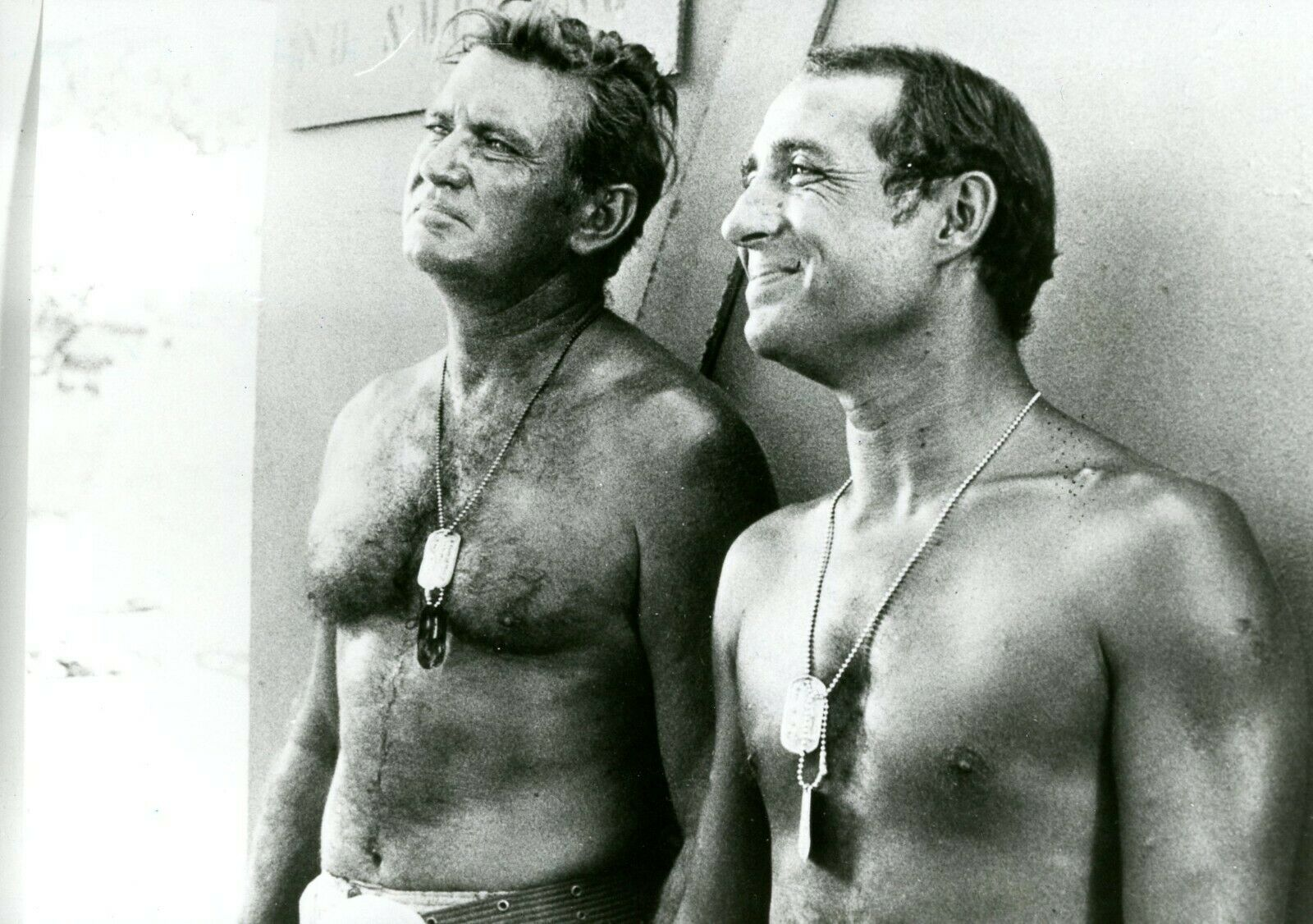
Taylor és Claude Brasseur az Enyém, tied, kié?-ben (1973)

Az 1970-es évektől kezdett kiszorulni a mozivászonról. Az 1960-as évek más nagy sztárjaihoz hasonlóan egyre inkább a televízió felé fordult. A Chuka sikere nyomán sok kaland- és westernfilm-sorozatban kapott férfias karakter-szerepeket, banditákat, seriffeket, katonákat (Bearcats, Oregon Trail). Rendszeres vendégszereplője lett a Falcon Crest-nek, a Gyilkos soroknak, a Walker, a texasi kopó-nak. Időnként hazatért Ausztráliába, elvállalta kisebb ottani filmek főszerepeit.
2007-ben kisebb szerepet vállalt Sheldon Wilson rendező Madarak – A hollók támadása című horrorfilmjében, az 1972-es Hitchcock-film utánérzésében. Ezután visszavonult a filmezéstől. 2010-ben Quentin Tarantino felajánlotta neki Winstron Churchill miniszterelnök kis cameoszerepét a Becstelen brigantykban. Taylor először Albert Finney-t ajánlotta maga helyett, de aztán Tarantino győzködésére mégis elvállalta. Ez lett utolsó alakítása, 79 évesen.

### Magánélete
Taylor első felesége Peggy Williams modell volt, akivel 1951–1954 között élt házasságban. Felesége családon belüli erőszakra hivatkozva vált el tőle. Később Taylor csak annyit nyilatkozott, „túl fiatalok voltunk egy egészséges együttéléshez”.
Az 1960-as évek elején Taylor együtt élt Anita Ekberg svéd színésznővel, akit egy időre el is jegyzett, de kapcsolatuk felbomlott.
Az 1960-as évek végén Pat Sheehan (1931–2006) amerikai fotómodellel élt együtt.
Második házasságát 1963-ban Mary Beth Hilem divatmodellel kötötte. 1964-ben egy leányuk született, Felicia Taylor, akiből újságíró, a CNN televízió pénzügyi riportere lett. 1967-ben Taylor házat vásárolt a kaliforniai Palm Springsben. 1969-ben elváltak.
1971-ben Taylor összeköltözött Carol Kikumura amerikai színésznővel (*1942), akivel már 1961-ben is volt egy rövid viszonya, amikor Kikumura a Hong Kong tévésorozatban kis statisztalányként szerepelt. 1971-ben felújították régi kapcsolatukat, kilenc évig éltek együtt, 1980-ban összeházasodtak, Kikumura lett Taylor harmadik felesége.

### Halála
Rod Taylor 2015. január 7-én szívinfarktus következtében hunyt el Beverly Hills-i otthonában, családja körében, négy nappal 85. születésnapja előtt.

## Főbb filmszerepei
- 1954: King of the Coral Sea; Jack Janiero
- 1954: John Silver; Israel Hands
- 1955: Cheyenne, tévésorozat; Clancy
- 1955: World Without End; Herbert Ellis
- 1956: Fényes esküvő (The Catered Affair); Ralph Halloran
- 1956: Óriás (Giant); Sir David Karfrey
- 1956: A kínpad (The Rack); Al
- 1957: Esőerdő Megye (Raintree County); Garwood B. Jones
- 1958: Külön asztalok (Separate Tables); Charles
- 1959: Kérd bármelyik lányt (Ask Any Girl); Ross Tayford
- 1959: Alkonyzóna (The Twilight Zone), tévésorozat; Clegg Forbes alezredes
- 1960: Az időgép (The Time Machine); H. George Wells, az időutazó
- 1960: Az amazonok királynője (La regina delle Amazzoni); Pirro
- 1961: 101 kiskutya (One Hundred and One Dalmatians), animációs film; Pongó hangja
- 1960–1961: Hong Kong, tévésorozat; Glenn Evans
- 1961: Buszmegálló (Bus Stop); tévésorozat; Johnny Jones
- 1963: Madarak (Birds); Mitch Brenner
- 1963: Sasok gyülekezete (A Gathering of Eagles); Hollis Farr ezredes
- 1963: Fejesek (The V.I.P.s); Les Mangrum
- 1963: Vasárnap New Yorkban (Sunday in New York); Mike Mitchell
- 1964: 36 óra (36 Hours); Walter Gerber őrnagy
- 1965: A fiatal Cassidy (Young Cassidy); John Cassidy
- 1965: A felszámoló (The Liquidator); Boysie Oakes
- 1966: Az üveg fenekű hajó (The Glass Bottom Boat); Bruce Templeton
- 1967: Hotel; Peter McDermott
- 1967: Chuka; Chuka
- 1968: Gyémántvadászok (The Mercenaries); Curry
- 1968: A főmegbízott (Nobody Runs Forever); Scobie Malone
- 1970: Zabriskie Point; Lee Allen
- 1971: Bearcats!, tévésorozat; Hank Brackett
- 1973: Vonatrablók (The Train Robbers); Grady
- 1973: Enyém, tied, kié? (Gli eroi); Bob Robson hadnagy
- 1973: Halálos kopók (The Deadly Trackers); Frank Brand
- 1974: Partizánok (Partizani / Hell River); Marko
- 1976–1978: The Oregon Trail, tévésorozat; Evan Thorpe
- 1980: Meghökkentő mesék (Tales of the Unexpected), tévésorozat, The Hitch_Hiker c. epizós; Paul Duveen
- 1980: Vétlen áldozatok (Cry of the Innocent), tévéfilm; Steve Donegin
- 1981: Jacqueline Bouvier Kennedy, tévéfilm; John „Black Jack”' Bouvier (Jacqueline apja)
- 1982: A Time to Die; Jack Bailey
- 1982: Charles & Diana: A Royal Love Story, tévéfilm; Edward Adeane
- 1983–1984: Masquerade, tévésorozat; Mr.Lavender
- 1988–1990: Falcon Crest, tévésorozat; Frank Agretti
- 1995: Káosz tévé (Open Season); Billy Patrick
- 1995: Gyilkos sorok (Murder She Wrote), tévésorozat; Rory Lanahan felügyelő / Tom Dempsey
- 1996: Pacific Blue, tévésorozat; Pete Merriwell
- 1997: Woop Woop – Az isten háta mögött (Welcome to Woop Woop); Daddy O
- 1996–2000: Walker, a texasi kopó (Walker Texas Ranger), tévésorozat; Gordon Cahill
- 2007: Madarak – A hollók támadása (Kaw); Doki
- 2009: Becstelen brigantyk (Inglourious Basterds); Winstron Churchill

## További információ
- Hivatalos oldal
- Rod Taylor a PORT.hu-n (magyarul)
- Rod Taylor az Internetes Szinkronadatbázisban (magyarul)
- Rod Taylor az Internet Movie Database-ben (angolul)
- Rod Taylor a Rotten Tomatoeson (angolul)
- Rod Taylor. Filmkatalógus.hu (magyarul)
- Rod Taylor az AlloCiné weboldalán (franciául)
- Rod Taylor Profile (angol nyelven). famousfix.com. (Hozzáférés: 2023. január 18.)